# Solución fluida
En relatividad general, una «solución fluida» es una solución exacta de la ecuación de campo de Einstein en la que el campo gravitatorio es producido íntegramente por la masa, el momento y la densidad de tensión de un fluido.
En astrofísica, las soluciones fluidas se emplean a menudo como «modelos estelares», ya que un gas perfecto puede considerarse un caso especial de fluido perfecto. En cosmología, las soluciones fluidas se utilizan a menudo como modelos cosmológicos.

## Definición matemática
El tensor de energía-impulso de un fluido relativista puede escribirse en la forma
{\displaystyle T^{ab}=\mu \,u^{a}\,u^{b}+p\,h^{ab}+\left(u^{a}\,q^{b}+q^{a}\,u^{b}\right)+\pi ^{ab}}
Aquí
- las líneas mundiales de los elementos fluidos son las curvas integrales del vector de velocidad {\displaystyle u^{a}},
- el tensor de proyección {\displaystyle h_{ab}=g_{ab}+u_{a}\,u_{b}} proyecta otros tensores sobre elementos hiperplanos ortogonales a {\displaystyle u^{a}},
- la «densidad de materia» viene dada por la función escalar {\displaystyle \mu },
- la «presión» viene dada por la función escalar {\displaystyle p},
- el «vector de flujo de calor» viene dado por {\displaystyle q^{a}},
- el «tensor de cizallamiento viscoso» viene dado por {\displaystyle \pi ^{ab}}.

El vector de flujo de calor y el tensor de cizallamiento viscoso son «transversales» a las líneas mundiales, en el sentido de que
{\displaystyle q_{a}\,u^{a}=0,\;\;\pi _{ab}\,u^{b}=0}
Esto significa que son efectivamente magnitudes tridimensionales y, dado que el tensor de tensión viscosa es simétrico y sin traza, tienen respectivamente tres y cinco componentes linealmente independientes. Junto con la densidad y la presión, esto hace un total de 10 componentes linealmente independientes, que es el número de componentes linealmente independientes en un tensor simétrico de rango dos y cuatro dimensiones.

## Casos especiales
Cabe destacar varios casos especiales de soluciones fluidas (aquí la velocidad de la luz c = 1):
- Un fluido perfecto tiene una viscosidad cortante nula y un flujo de calor nulo:

{\displaystyle T^{ab}=(\mu +p)\,u^{a}\,u^{b}+p\,g^{ab},}
- Una solución de polvo para la relatividad general es un fluido perfecto sin presión:

{\displaystyle T^{ab}=\mu \,u^{a}\,u^{b},}
- Un fluido de radiación es un fluido perfecto con {\displaystyle \mu =3p}:

{\displaystyle T^{ab}=p\,\left(4\,u^{a}\,u^{b}+\,g^{ab}\right).}
Los dos últimos se utilizan a menudo como modelos cosmológicos para las épocas «dominadas por la materia» y «dominadas por la radiación», respectivamente. Obsérvese que, mientras que en general se necesitan diez funciones para especificar un fluido, un fluido perfecto solo necesita dos, y los fluidos de polvo y radiación solo necesitan una función cada uno. Es mucho más fácil encontrar este tipo de soluciones que una solución fluida general.
Entre los fluidos perfectos distintos de los fluidos de polvo o radiación, el caso especial más importante es, con diferencia, el de las soluciones de fluido estático esfericamente simétrico perfecto. Estas siempre pueden coincidir con un vacío de Schwarzschild a través de una superficie esférica, por lo que pueden utilizarse como «soluciones interiores» en un modelo estelar. En tales modelos, la esfera {\displaystyle r=r[0]}, donde el interior del fluido coincide con el vacío exterior, es la superficie de la estrella, y la presión debe desaparecer en el límite cuando el radio se aproxima a {\displaystyle r_{0}}. Sin embargo, la densidad puede ser distinta de cero en el límite inferior, mientras que, por supuesto, es cero en el límite superior. En los últimos años se han propuesto varios esquemas sorprendentemente sencillos para obtener «todas» estas soluciones.

## Tensor de Einstein
Los componentes de un tensor calculados con respecto a un campo de referencia en lugar de la base de coordenadas se denominan a menudo «componentes físicos», ya que son los componentes que (en principio) pueden ser medidos por un observador.
En el caso especial de un «fluido perfecto», un «marco adaptado»
{\displaystyle {\vec {e}}_{0},\;{\vec {e}}_{1},\;{\vec {e}}_{2},\;{\vec {e}}_{3}}
(el primero es un campo vectorial unitario temporal, los tres últimos son campos vectoriales unitarios espaciales) en el que el tensor de Einstein toma la forma simple:
{\displaystyle G^{{\widehat {a\,}}{\widehat {b\,}}}=8\pi \,\left[{\begin{matrix}\mu &0&0&0\\0&p&0&0\\0&0&p&0\\0&0&0&p\end{matrix}}\right]}
donde {\displaystyle \mu } es la «densidad de energía» y {\displaystyle p} es la «presión» del fluido. Aquí, el campo vectorial unitario temporal {\displaystyle {\vec {e}}_{0}} es tangente en todas partes a las líneas mundiales de los observadores que se mueven junto con los elementos fluidos, por lo que la densidad y la presión que acabamos de mencionar son las medidas por los observadores que se mueven junto con ellos. Estas son las mismas cantidades que aparecen en la expresión de la base de coordenadas generales dada en la sección anterior; para verlo, basta con poner {\displaystyle {\vec {u}}={\vec {e}}_{0}}. A partir de la forma de los componentes físicos, es fácil ver que el grupo de isotropía de cualquier fluido perfecto es isomorfo al grupo de Lie tridimensional SO(3), el grupo de rotación ordinario.
El hecho de que estos resultados sean exactamente los mismos para los espacios-tiempos curvos que para la hidrodinámica en el espacio-tiempo de Minkowski plano es una expresión del principio de equivalencia.

## Valores propios
El polinomio característico del tensor de Einstein en un fluido perfecto debe tener la forma
{\displaystyle \chi (\lambda )=\left(\lambda -8\pi \mu \right)\,\left(\lambda -8\pi p\right)^{3}}
donde {\displaystyle \mu ,\,p} son nuevamente la densidad y la presión del fluido medidas por observadores que se mueven junto con los elementos del fluido. (Obsérvese que estas cantidades pueden «variar» dentro del fluido). Al escribir esto y aplicar métodos de base de Gröbner para simplificar las relaciones algebraicas resultantes, encontramos que los coeficientes de la característica deben satisfacer las dos condiciones algebraicamente independientes (e invariantes) siguientes:
{\displaystyle 12a_{4}+a_{2}^{2}-3a_{1}a_{3}=0}
{\displaystyle a_{1}a_{2}a_{3}-9a_{3}^{2}-9a_{1}^{2}a_{4}+32a_{2}a_{4}=0}
Pero según las identidades de Newton, las trazas de las potencias del tensor de Einstein están relacionadas con estos coeficientes de la siguiente manera:
{\displaystyle {G^{a}}_{a}=t_{1}=a_{1}}
{\displaystyle {G^{a}}_{b}\,{G^{b}}_{a}=t_{2}=a_{1}^{2}-2a_{2}}
{\displaystyle {G^{a}}_{b}\,{G^{b}}_{c}\,{G^{c}}_{a}=t_{3}=a_{1}^{3}-3a_{1}a_{2}+3a_{3}}
{\displaystyle {G^{a}}_{b}\,{G^{b}}_{c}\,{G^{c}}_{d}\,{G^{d}}_{a}=t_{4}=a_{1}^{4}-4a_{1}^{2}a_{2}+4a_{1}a_{3}+2a_{2}^{2}-a_{4}}
por lo que podemos reescribir las dos cantidades anteriores completamente en términos de las trazas de las potencias. Estas son, obviamente, invariantes escalares y deben desaparecer de forma idéntica en el caso de una solución de fluido perfecto:
{\displaystyle t_{2}^{3}+4t_{3}^{2}+t_{1}^{2}t_{4}-4t_{2}t_{4}-2t_{1}t_{2}t_{3}=0}
{\displaystyle t_{1}^{4}+7t_{2}^{2}-8t_{1}^{2}t_{2}+12t_{1}t_{3}-12t_{4}=0}
Obsérvese que esto no supone nada sobre ninguna posible ecuación de estado que relacione la presión y la densidad del fluido; solo se supone que se tiene un valor propio simple y otro triple.
En el caso de una solución de polvo (presión nula), estas condiciones se simplifican considerablemente:
{\displaystyle a_{2}\,=a_{3}=a_{4}=0}
o
{\displaystyle t_{2}=t_{1}^{2},\;\;t_{3}=t_{1}^{3},\;\;t_{4}=t_{1}^{4}}
En notación de gimnasia tensorial, esto se puede escribir utilizando el escalar de Ricci como:
{\displaystyle {G^{a}}_{a}=-R}
{\displaystyle {G^{a}}_{b}\,{G^{b}}_{a}=R^{2}}
{\displaystyle {G^{a}}_{b}\,{G^{b}}_{c}\,{G^{c}}_{a}=-R^{3}}
{\displaystyle {G^{a}}_{b}\,{G^{b}}_{c}\,{G^{c}}_{d}\,{G^{d}}_{a}=-R^{4}}
En el caso de un fluido de radiación, los criterios se convierten en
{\displaystyle a_{1}=0,\;27\,a_{3}^{2}+8a_{2}^{3}=0,\;12\,a_{4}+a_{2}^{2}=0}
o
{\displaystyle t_{1}=0,7\,t_{3}^{2}-t_{2}\,t_{4}=0,\;12\,t_{4}-7\,t_{2}^{2}=0}
Al utilizar estos criterios, hay que tener cuidado de asegurarse de que el mayor valor propio pertenezca a un vector propio «temporal», ya que existen variedades lorentzianas que satisfacen este criterio de valor propio, en las que el mayor valor propio pertenece a un vector propio «espacial», y estas no pueden representar fluidos de radiación.
Los coeficientes de la característica suelen parecer muy complicados, y las trazas no son mucho mejores; cuando se buscan soluciones, casi siempre es mejor calcular los componentes del tensor de Einstein con respecto a un marco adecuadamente adaptado y luego eliminar directamente las combinaciones apropiadas de componentes. Sin embargo, cuando no hay un marco adaptado evidente, estos criterios de valores propios pueden ser útiles en ocasiones, especialmente cuando se emplean junto con otras consideraciones.
Estos criterios pueden ser útiles a menudo para comprobar puntualmente soluciones supuestamente perfectas para fluidos, en cuyo caso los coeficientes de la característica suelen ser mucho más sencillos que los que tendrían para un fluido imperfecto más simple.